# Bassin houiller
Ne doit pas être confondu avec Bassin minier.
Un bassin houiller est une formation géologique dont peut être extraite de la houille.

## Définition
Un bassin houiller est à l'origine un bassin sédimentaire, mais pouvant par la suite avoir été plissé par les forces telluriques, dans laquelle une grande quantité de végétaux ont été ensevelis, souvent par vagues successives, par des sédiments qui ont empêché leur décomposition. Ces végétaux sont devenus, par le fait de la pression et de la chaleur résultant du poids des sédiments déposés par-dessus, des roches carbonées de type charbon lignite, houille, anthracite. La houillification implique que les végétaux aient été ensevelis rapidement sous des coulées de boue et des apports alluvionnaires pour éviter leur oxydation totale.
Le charbon a été exploité dès le Moyen Âge, mais de façon industrielle à partir de la fin du XVIIIe siècle jusqu'au XXIe siècle à des fins industrielles, dans les régions où il était abondant.